# Jyllands-Posten
Morgenavisen Jyllands-Posten (phát âm tiếng Đan Mạch: [ˈmɒːˀn̩æˌʋiːˀsn̩ ˈjylænsˌpʌsdn̩] ⓘ; tiếng Anh: The Morning Newspaper "The Jutland Post"), thường viết ngắn Jyllands-Posten hoặc JP, là một nhật báo hàng ngày giấy khổ lớn tiếng Đan Mạch. Trụ sở đóng ở Viby, ngoại ô Århus, với số lượng báo hàng tuầnn là 120.000 bản, đây là một trong những tờ báo có số lượng bán cao nhất ở Đan Mạch. Đối thủ chính của tờ báo này là Politiken và compact Berlingske Tidende.
Tổ chức phi lợi nhuận phía sau tờ báo này, Jyllands-Postens Fond, xác định tờ báo này là tự do độc lập (trung-hữu). Báo này đã chính thức ủng hộ Đảng Nhân dân Bảo thủ cho đến năm 1938.
Báo này là đã vẽ tranh biếm họa về nhà tiên tri Mohammad vào năm 2005.
gây ra một làn sóng bạo động phản đối Đan Mạch và các nước châu Âu tại Trung Đông, châu Á và châu Phi. Ít nhất 50 người đã thiệt mạng trong các cuộc bạo động này.
Kể từ đó, báo Jyllands-Posten trở thành mục tiêu tấn công và đe dọa của các nhóm Hồi giáo cực đoan. Cảnh sát đã phá vỡ một âm mưu khủng bố tòa báo vào năm 2009, trong khi họa sĩ trực tiếp vẽ tranh biếm họa đã thoát chết trong gang tấc sau một vụ tấn công bằng rìu của một kẻ dính líu đến Al-Qaeda.
Ngày 29-12, cảnh sát Đan Mạch cho biết đã bắt giữ 5 người bị tình nghi âm mưu tổ chức một cuộc tấn công vào tòa soạn của báo 